# Android Ice Cream Sandwich
Android „Ice Cream Sandwich” (nazwa kodowa I w trakcie prac rozwojowych) – odsłona systemu operacyjnego Android. Została zaprezentowana podczas Google I/O 10 maja 2011 roku. Poprzednie wersje systemu Gingerbread i Honeycomb były stworzone kolejno na telefony i tablety. Ice Cream Sandwich został stworzony na wszystkie urządzenia oparte na Androidzie. System wprowadził między innymi nowy, minimalistyczny interfejs i krój pisma Roboto.
Ryan Paul w swojej recenzji systemu pochwalił interfejs, określając go jako zwarty i unikatowy. Redaktor pochwalił także domyślne aplikacje na telefonie i ich funkcjonalność w porównaniu do poprzedniej wersji. Ryan Paul zauważył też ogólną poprawę jakości działania systemu.
W lutym 2017 roku 1% wszystkich urządzeń łączących się ze sklepem Google Play korzystało z systemu Android w wersji 4.0.